# Xã Haddam, Quận Washington, Kansas
Xã Haddam (tiếng Anh: Haddam Township) là một xã thuộc quận Washington, tiểu bang Kansas, Hoa Kỳ. Năm 2010, dân số của xã này là 155 người.